# Tadeusz Pyszkowski

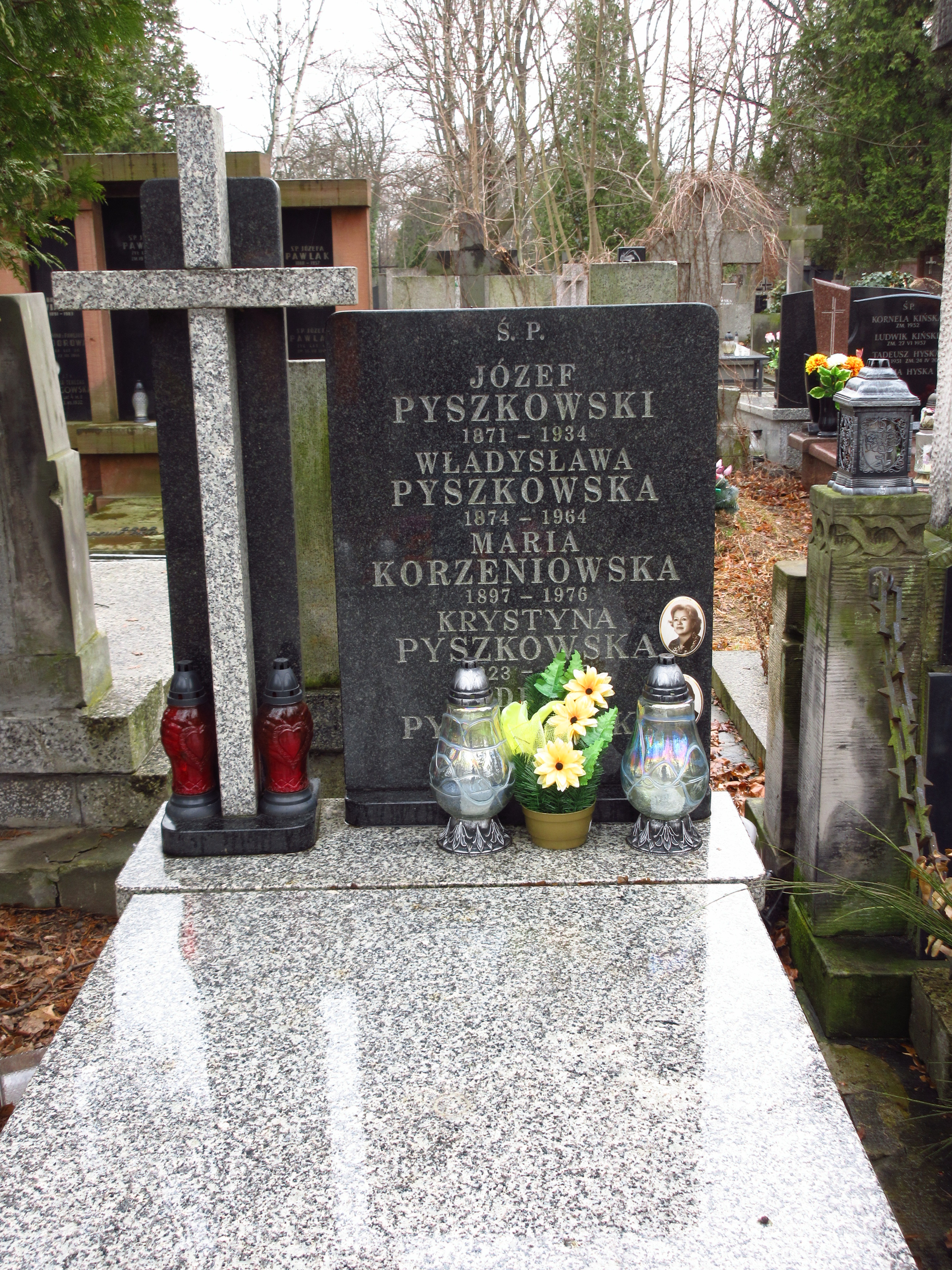
Grób Tadeusza Pyszkowskiego na cmentarzu Bródnowskim

Tadeusz Stefan Pyszkowski (ur. 24 lipca 1915 w Warszawie, zm. 12 sierpnia 2007 tamże) – polski piłkarz i dziesięcioboista, dziennikarz sportowy, sprawozdawca radiowy, przez 18 lat kierownik Redakcji Sportowej Programu I Polskiego Radia S.A. 

## Życiorys
Urodził się w rodzinie Józefa (1871–1934) i Władysławy z Dublasiewiczów (1874–1964). Ukończył gimnazjum Władysława IV w Warszawie. W latach 1935–1939 zaliczył dwa lata Wydziału Prawa Uniwersytetu Warszawskiego. Piłkarz, zawodnik Huragana Wołomin (1928–1930) i Warszawianki (1930–1937), w ekstraklasie zagrał 13 meczów, zdobył 3 gole. 
W czasie okupacji niemieckiej, w latach 1940–1944, był kierownikiem filii firmy Chrześcijański Hurt Kolonialny. 
Po wojnie, od 12 kwietnia 1945 do 31 grudnia 1975 r. pracował w Polskim Radiu początkowo jako spiker, od 1947 jako sprawozdawca sportowy, a następnie pełnił także funkcje kierownicze w Redakcji Audycji Sportowych: sekretarza redakcji i zastępcy kierownika (od 1 lipca 1955), p.o. kierownika redakcji (od 1 maja 1957) i od 1 stycznia 1962 do emerytury w 1975 - kierownika centralnej Redakcji Sportowej w Warszawie. W 1948 r. relacjonował m.in. rozgrywający się na trasie Warszawa-Praga pierwszy w historii, kolarski Wyścig Pokoju. W 1953 r., był jednym ze sprawozdawców relacjonujących mistrzostwa Europy w Boksie rozgrywające się w warszawskiej Hali Gwardii, gdzie Polacy wywalczyli 5 złotych i po dwa srebrne i brązowe medale. W 1973 r., relacjonował słynny mecz Anglia-Polska, odbywający się na londyńskim stadionie Wembley, gdzie Polacy zremisowali uzyskując awans na Mistrzostwa Świata w 1974 r. 
Wypowiedź Tadeusza Pyszkowskiego - „Oj, strzelaj, prędzej, strzela...” z relacji z meczu pucharowego między Legią Warszawa a Slovanem Bratysława rozgrywanego 19 września 1956 r., gdy Polacy wygrali dwa do zera, od ponad pół wieku stanowi czołówkę sygnału „Kroniki sportowej” Programu I Polskiego Radia.
Zmarł w warszawskim szpitalu, pochowany 23 sierpnia 2007 na cmentarzu Bródnowskim (kwatera 43A-4-13).

## Ordery i odznaczenia
- Srebrny Krzyż Zasługi (dwukrotnie: 30 maja 1947[3], 8 lipca 1954[4])
- Medal 10-lecia Polski Ludowej (7 stycznia 1955)[5]